# Cyathermia
Cyathermia là một chi ốc biển, là động vật thân mềm chân bụng sống ở biểns trong họ Neomphalidae.

## Các loài
Các loài trong chi Cyathermia gồm có:
- Cyathermia naticoides Warén & Bouchet, 1989[3]